# Diocesi di Perta
La diocesi di Perta (in latino: Dioecesis Pertensis) è una sede soppressa del patriarcato di Costantinopoli e una sede titolare della Chiesa cattolica.

## Storia
Perta, nell'odierna Turchia, è un'antica sede episcopale della provincia romana della Licaonia nella diocesi civile di Asia. Faceva parte del patriarcato di Costantinopoli ed era suffraganea dell'arcidiocesi di Iconio.
La diocesi è documentata nelle Notitiae Episcopatuum del patriarcato di Costantinopoli fino al XII secolo.
Sono quattro i vescovi attribuiti a questa antica diocesi. Leonzio partecipò al primo concilio di Costantinopoli nel 381. Al concilio di Calcedonia del 451 il vescovo Conone era assente; gli atti dell'ultima solenne sessione del 25 ottobre furono sottoscritti, al suo posto, dal metropolita Onesiforo di Iconio. Un epitaffio, databile tra V e VI secolo, riporta il nome del vescovo Palladio. Infine Epifanio figura tra i vescovi che presero parte al secondo concilio di Nicea nel 787.
Dal 1933 Perta è annoverata tra le sedi vescovili titolari della Chiesa cattolica; la sede è vacante dal 19 novembre 1965. Due finora sono stati i suoi titolari: Job Chen Chi-ming, missionario lazzarista, vicario apostolico di Zhengding in Cina, e il cappuccino Joseph Angel Poli, già vescovo di Allahabad in India.

## Cronotassi

### Vescovi greci
- Leonzio † (menzionato nel 381)
- Conone † (menzionato nel 451)
- Palladio † (V/VI secolo)
- Epifanio † (menzionato nel 787)

### Vescovi titolari
- Job Chen Chi-ming (Ki-meng), C.M. † (5 gennaio 1939 - 11 aprile 1946 nominato vescovo di Zhengding)
- Giuseppe Angelo Poli, O.F.M.Cap. † (11 luglio 1946 - 19 novembre 1965 nominato arcivescovo titolare di Perge)